# Orquestra Camerata XXI
Fruto de la evolución del proyecto iniciado por la Fundación CAMERATA XXI a principios de los noventa, surge la propuesta de constituir una orquesta profesional de carácter estable, que suponga un elemento de difusión de la música.
Con estas premisas, en verano de 2002 se presentó públicamente la Orquesta Sinfónica Camerata XXI que, al amparo de la fundación, cuenta con el apoyo del Ayuntamiento de Tarragona, del Ayuntamiento de Reus, del Patronato Municipal “Auditorio Pau Casals” de Vendrell, de Caixa Tarragona, del Teatro Bartrina de Reus y de la Diputación de Tarragona.
Su director titular es desde 2003 el músico alemán Tobias Gossmann.
La orquesta ha actuado en diversas poblaciones de Cataluña y, desde el año de su constitución, está presente en el Festival Internacional de Música “Pau Casals” de Vendrell.
El repertorio de la orquesta abarca todas las épocas y estilos, por lo cual, la Fundación cuenta con una plantilla de cámara y otra sinfónica.